# Renault Samsung SM7
El Renault Samsung SM7 es un automóvil del lujo (segmento E en Europa) producido por el fabricante coreano Renault Samsung Motors desde 2004.

## Primera generación (EX2)
En octubre de 2002, Renault Samsung Motors empezó a trabajar en el proyecto "EX", un nuevo coche basado en la plataforma del Nissan J31, que compartía características con el Nissan Teana (Asia) y el Nissan Maxima de la sexta generación (Europa, América del Norte y Australia). El 30 de noviembre de 2004, el nuevo coche fue revelado al público como un modelo de gama alta. Para distinguirlo del Teana se hicieron varios cambios al diseño con el fin de darle una imagen más sólida. El coche tenía un equipo de seguridad importante en los paquetes básicos. Se presentó en cinco niveles de acabado: SE, XE, LE, XE35 y RE35.

### Motores
El SM7 está equipado con motores 2.3L V6 o 3.5L Neo VQ V6, desarrollados por Nissan. Las versiones SE, XE y LE incluyen el motor de 2.3L, mientras que las versiones XE35 y RE35 son potenciadas por el motor de 3.5L.
| 2.3L V6 | Neo VQ23 | 2,349 cc | 170 HP @ 6,600 rpm | 225 Nm @ 4,400 rpm |
| 3.5L V6 | Neo VQ35 | 3,498 cc | 217 HP @ 5,600 rpm | 314 Nm @ 3,500 rpm |

### Mejoras en 2008
En 2008 se introdujo un nuevo SM7 llamado New Art, con una nueva parrilla frontal y mejoras en el manejo y la aceleración. Las dimensiones del coche también se modificaron ligeramente.

## Segunda generación (L47)
Una nueva generación SM7, basada en una versión alargada de la tercera generación del Renault Samsung SM5 (L43), fue revelada y salió a la venta en Corea del Sur desde agosto de 2011. El prototipo de preproducción fue presentado en abril. El desarrollo del nuevo coche duró más de 32 meses y costó alrededor de 400 mil millones de won (270 millones de euros).
El tren motor consta de dos motores Nissan VQ de tercera generación (de 2.5 y 3.5L) acoplados con transmisiones manuales y automáticas de 6 velocidades. El coche tiene una parrilla delantera integrada con faros bi-xenón adaptativos y lámparas led en la parte trasera.
Renault Samsung presentó tres versiones: SE, LE y RE. El automóvil, dependiendo de la versión, incluye aire acondicionado automático de tres zonas, sistema ABS mejorado, cabeceras especiales, difusor de fragancia, asientos de masaje, bolsas de aire de doble etapa, cambio de paletas y amortiguadores sensibles a la presión.

### Motores
| 2.5L V6 | VQ25 (2ZV) | 2,495 cc | 190 HP @ 6,000 rpm | 243 Nm @ 4,400 rpm |
| 3.5L V6 | VQ35 (5ZV) | 3,498 cc | 258 HP @ 6,000 rpm | 330 Nm @ 4,400 rpm |

### Mejoras en 2013
En el año 2013 se le agregó al Samsung SM7 un sistema de monitoreo de punto ciego, un nuevo sistema de navegación por satélite y multimedia, además de sensores de presión en los neumáticos. También se hicieron pequeños cambios en el diseño de parrilla frontal.

### Mejoras en 2014
En septiembre de 2014 Renault Samsung dio a conocer una versión mejorada del SM7, el SM7 Nova. El coche incorporó el diseño renovado de la compañía introducida en el QM3, con un nuevo diseño del front-end. Tiene un nuevo sistema de entretenimiento y una aplicación de "espejo inteligente". "Nova" es la palabra latina para nueva estrella.

## Galería de fotos

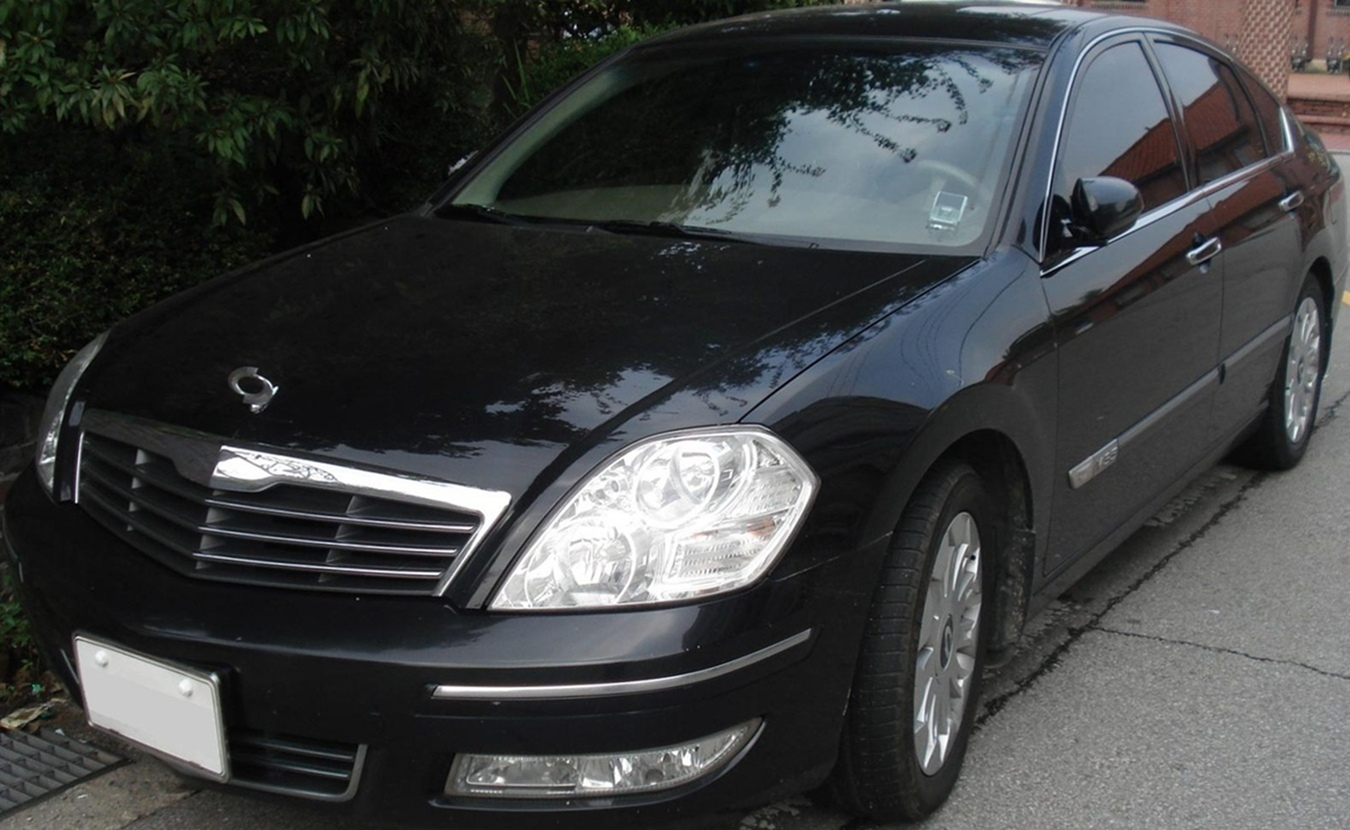
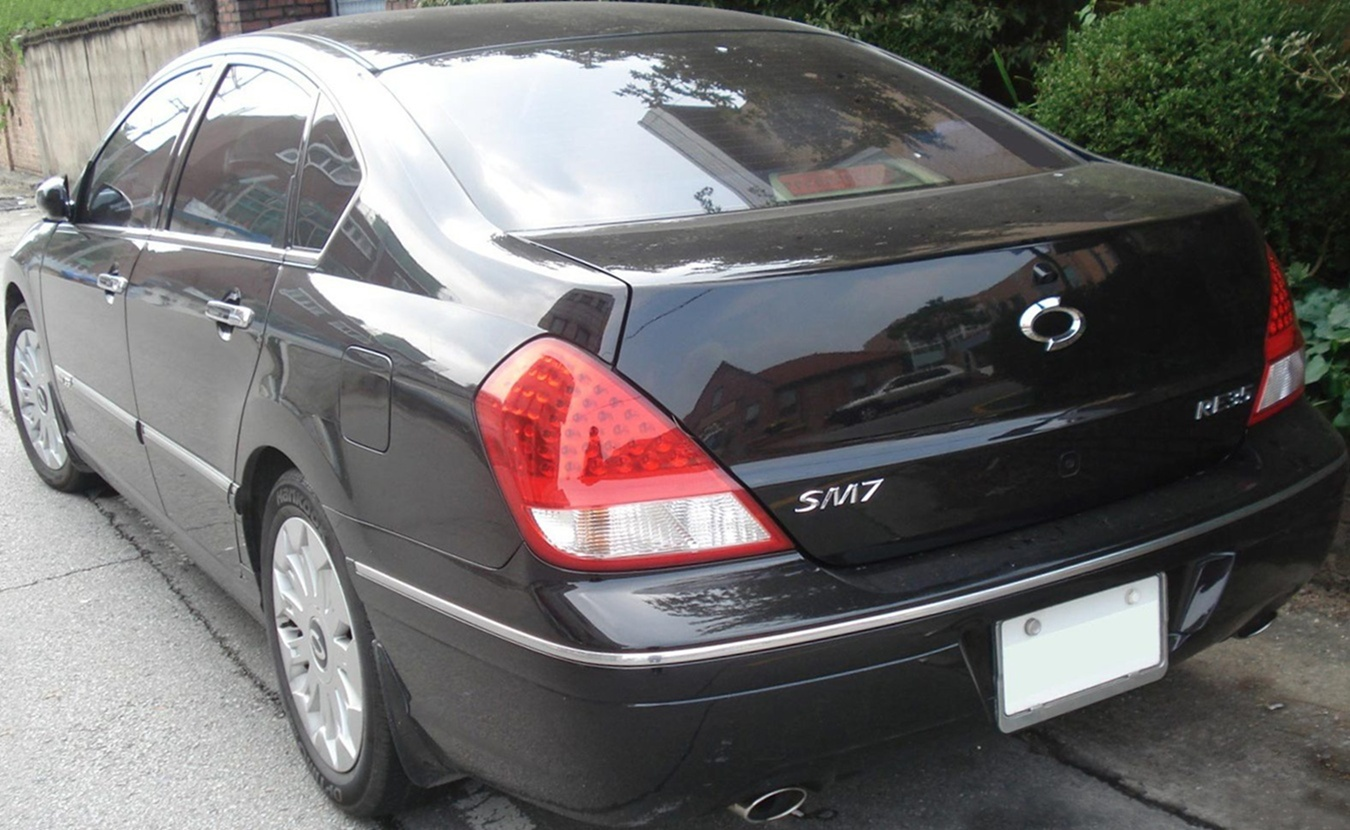
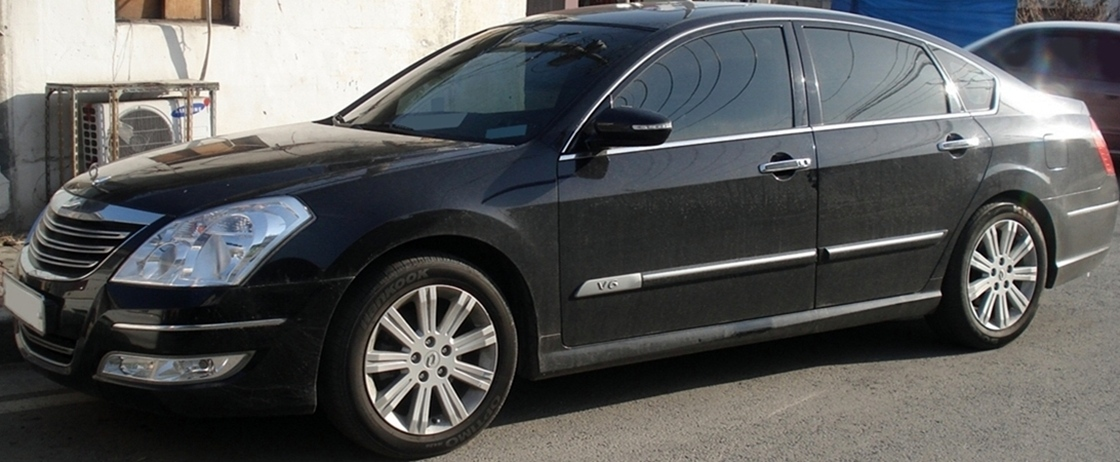
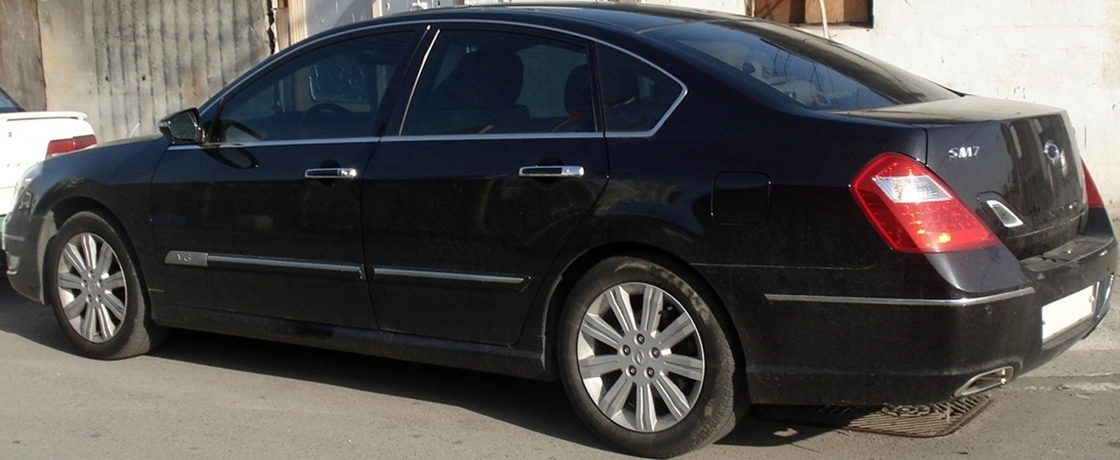
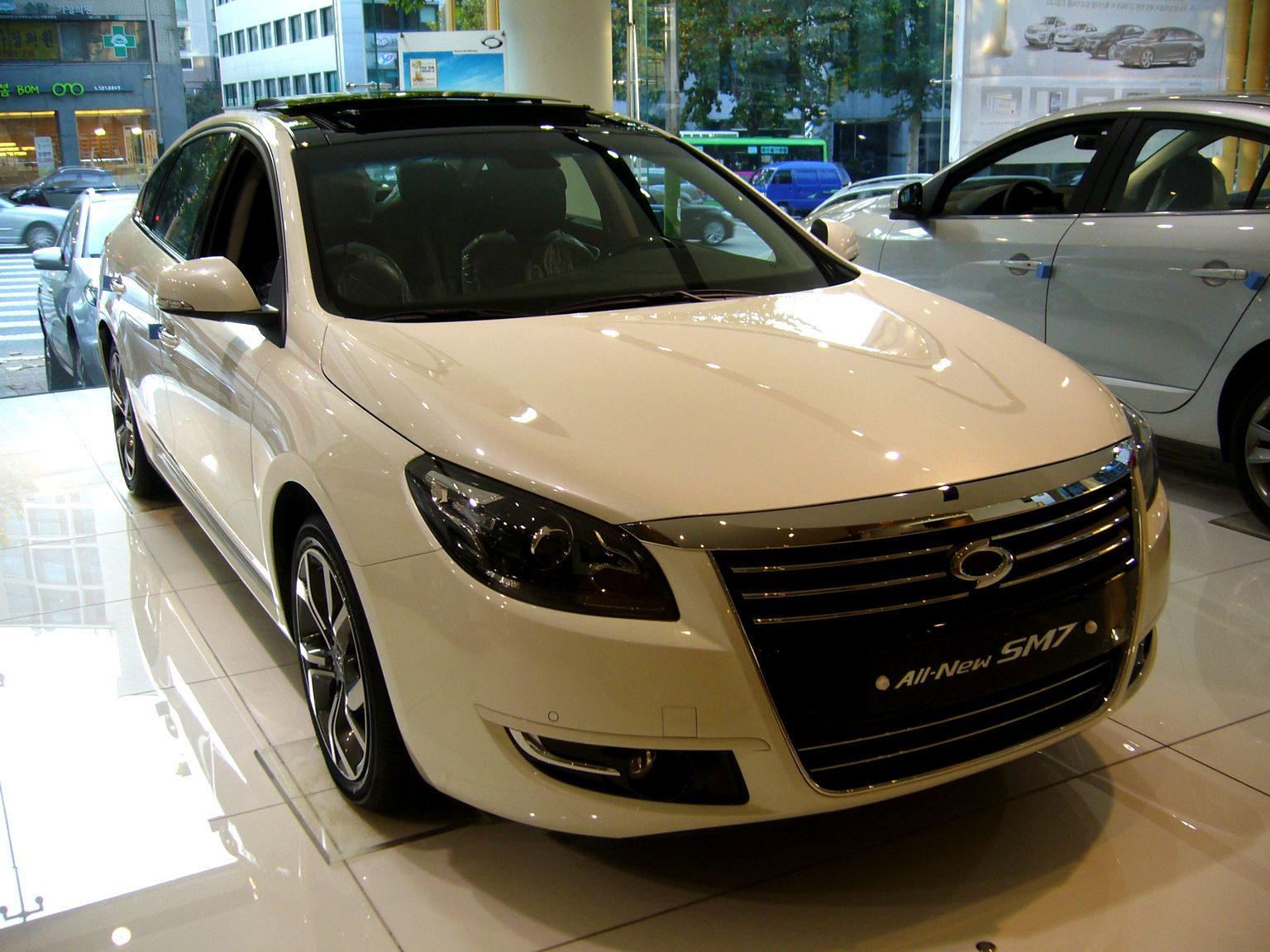
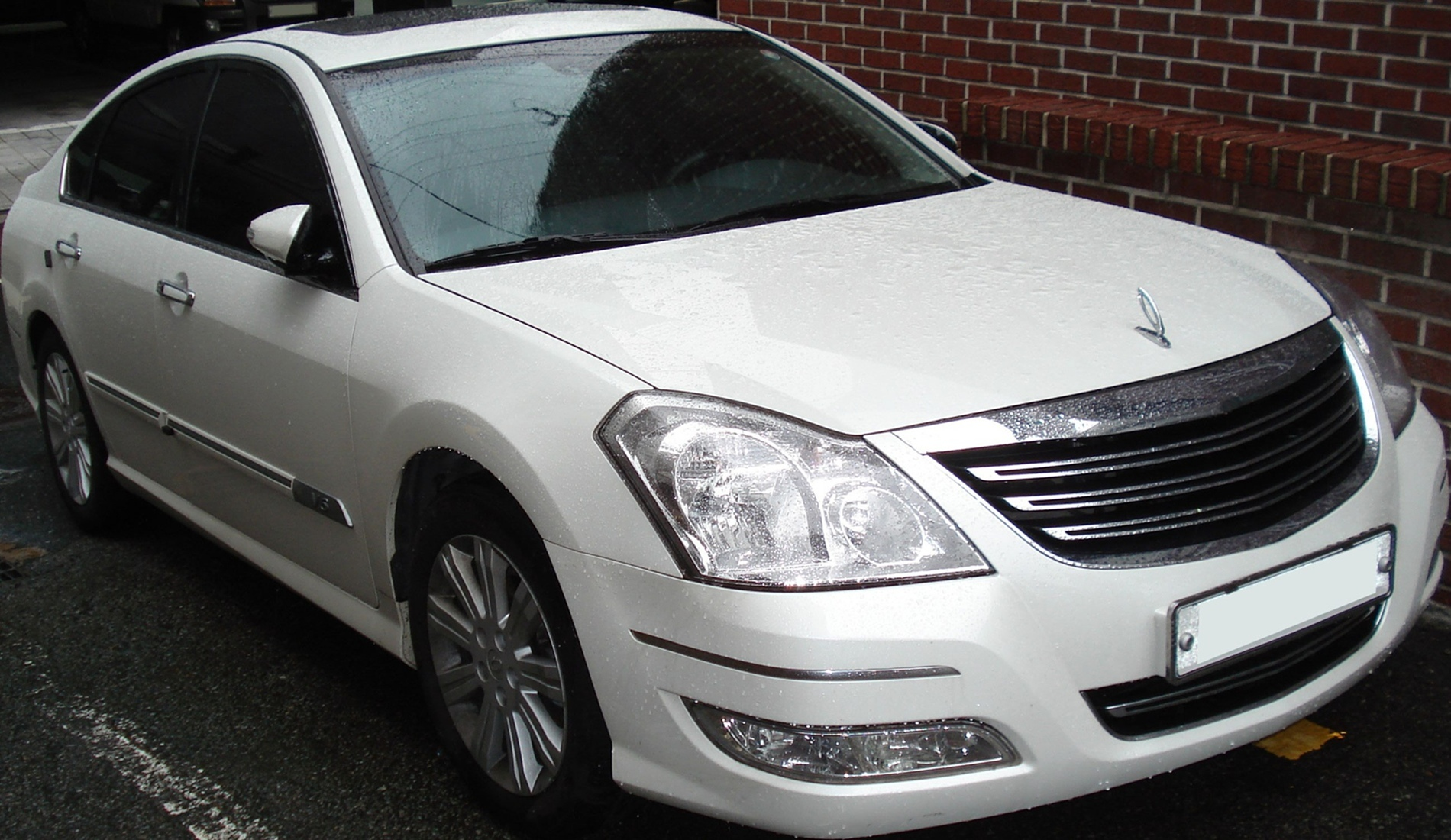
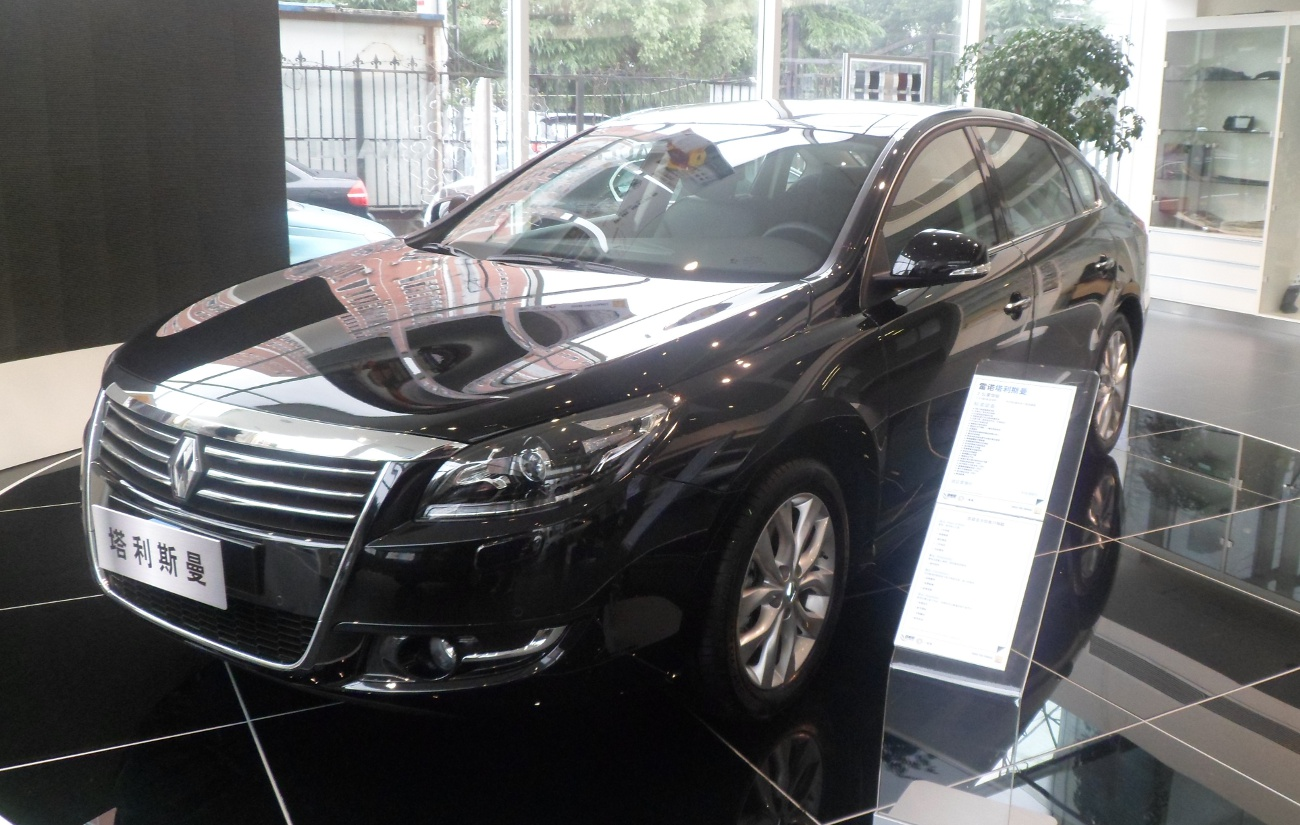
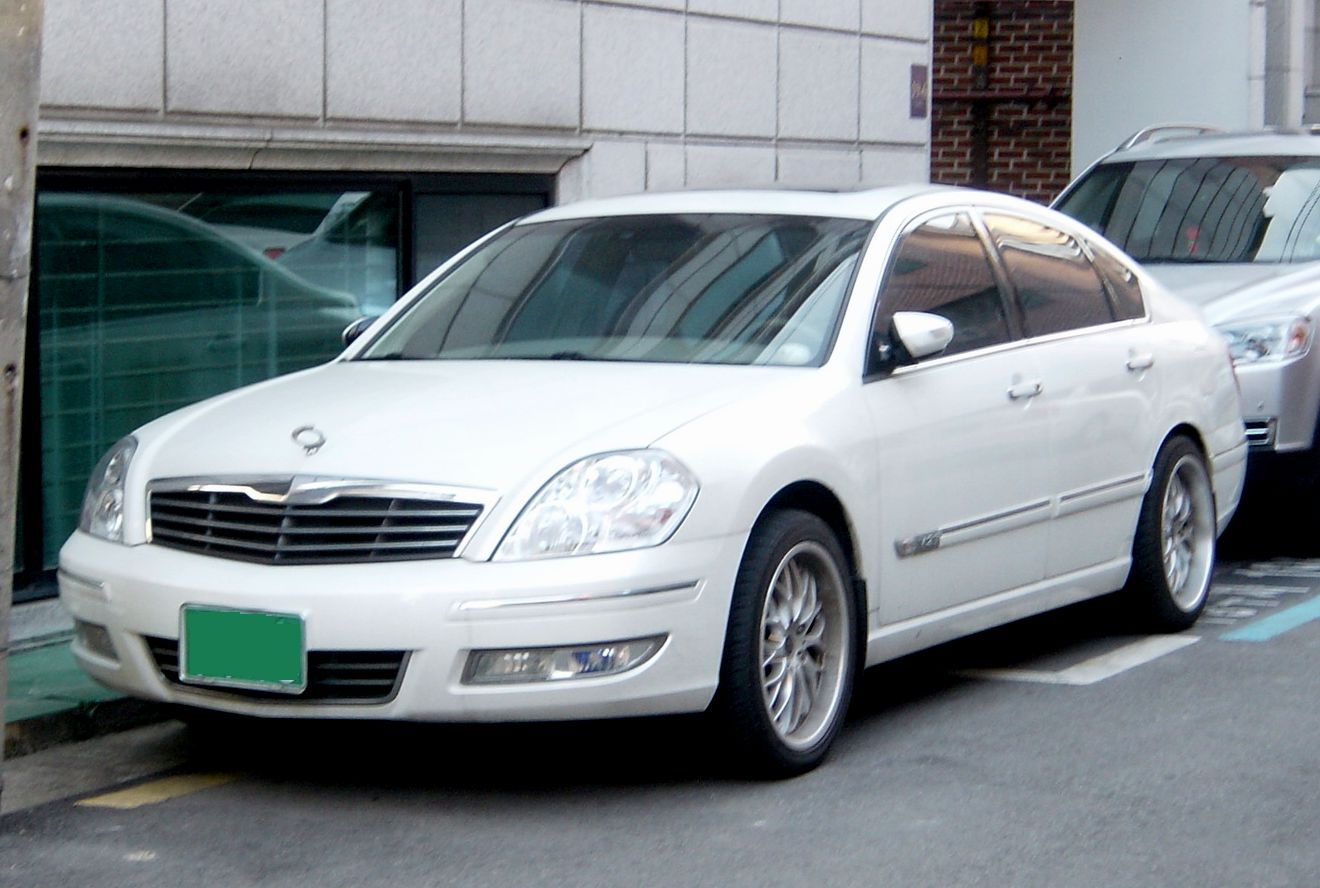
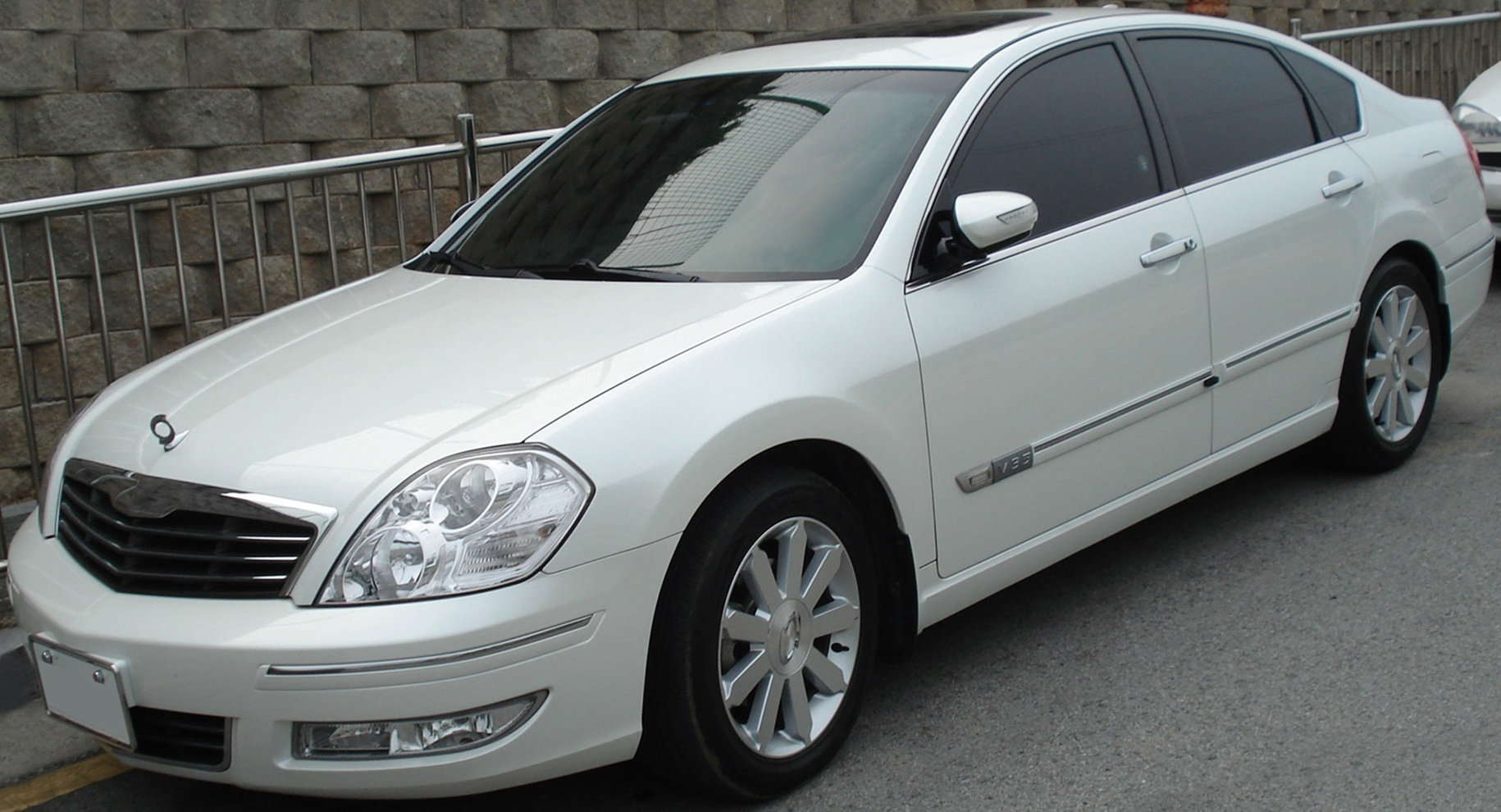
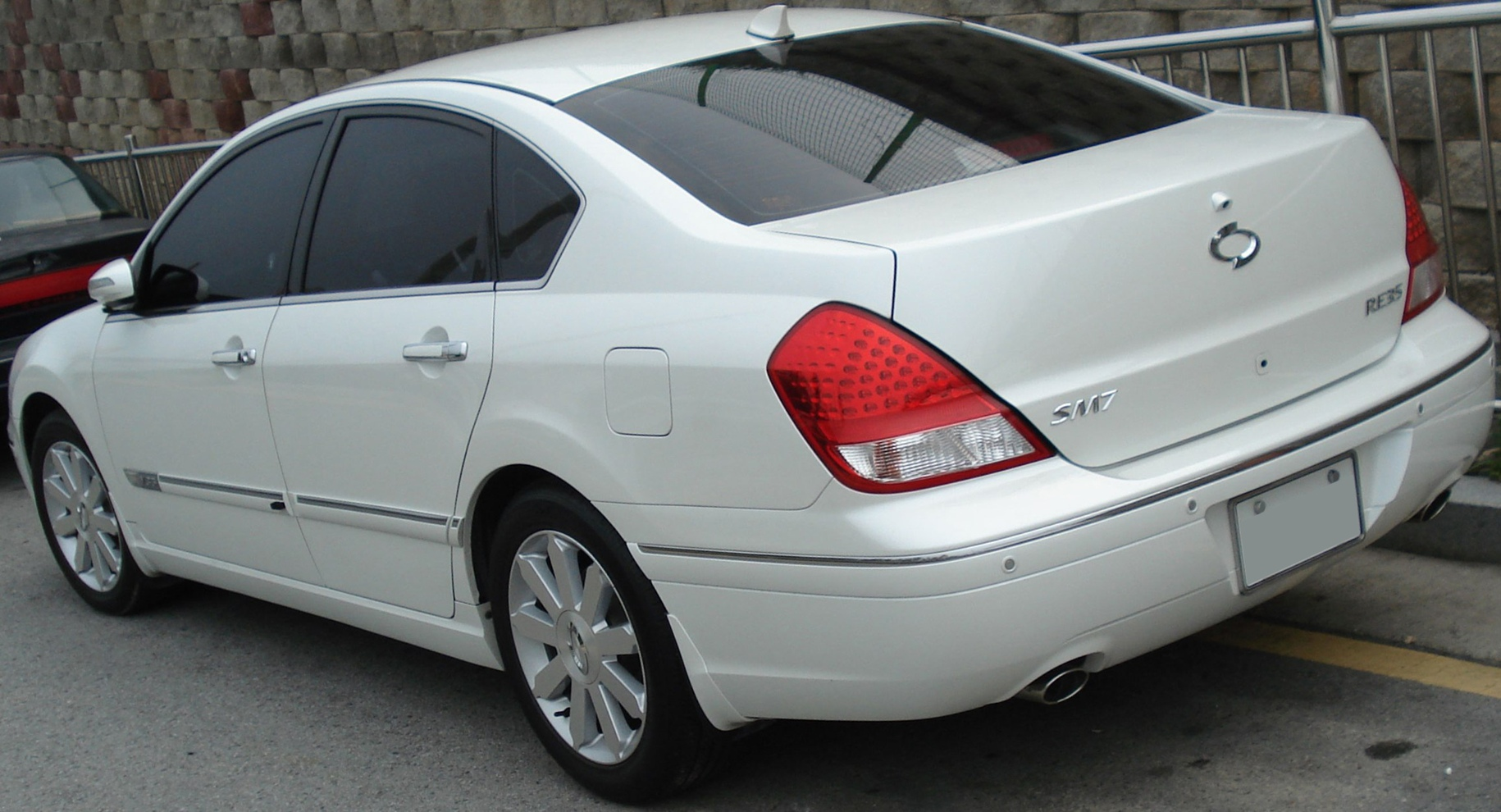
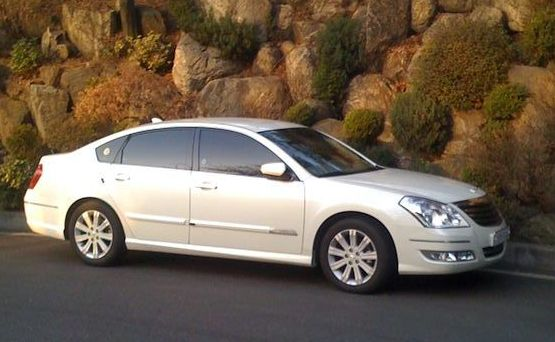
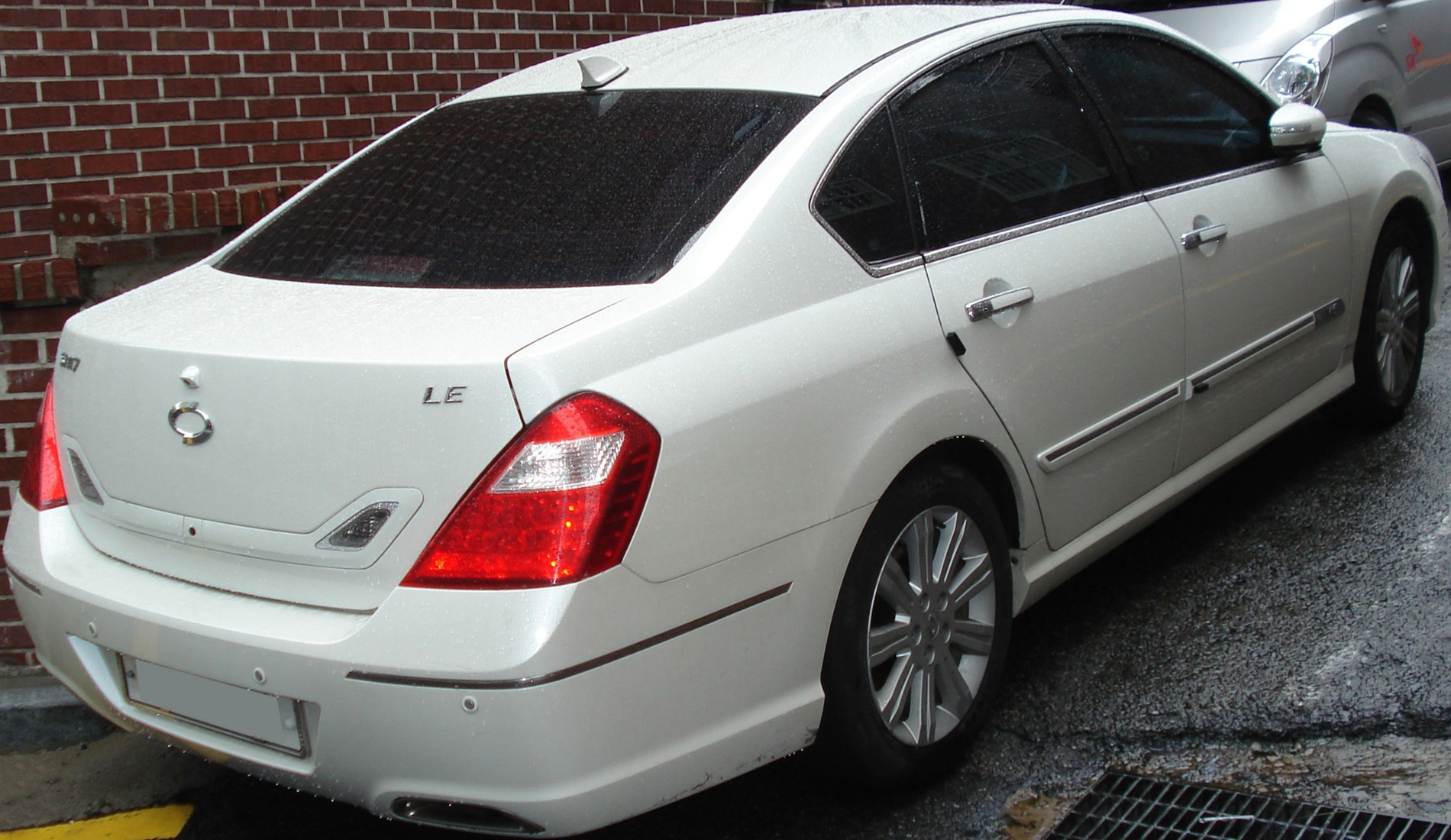
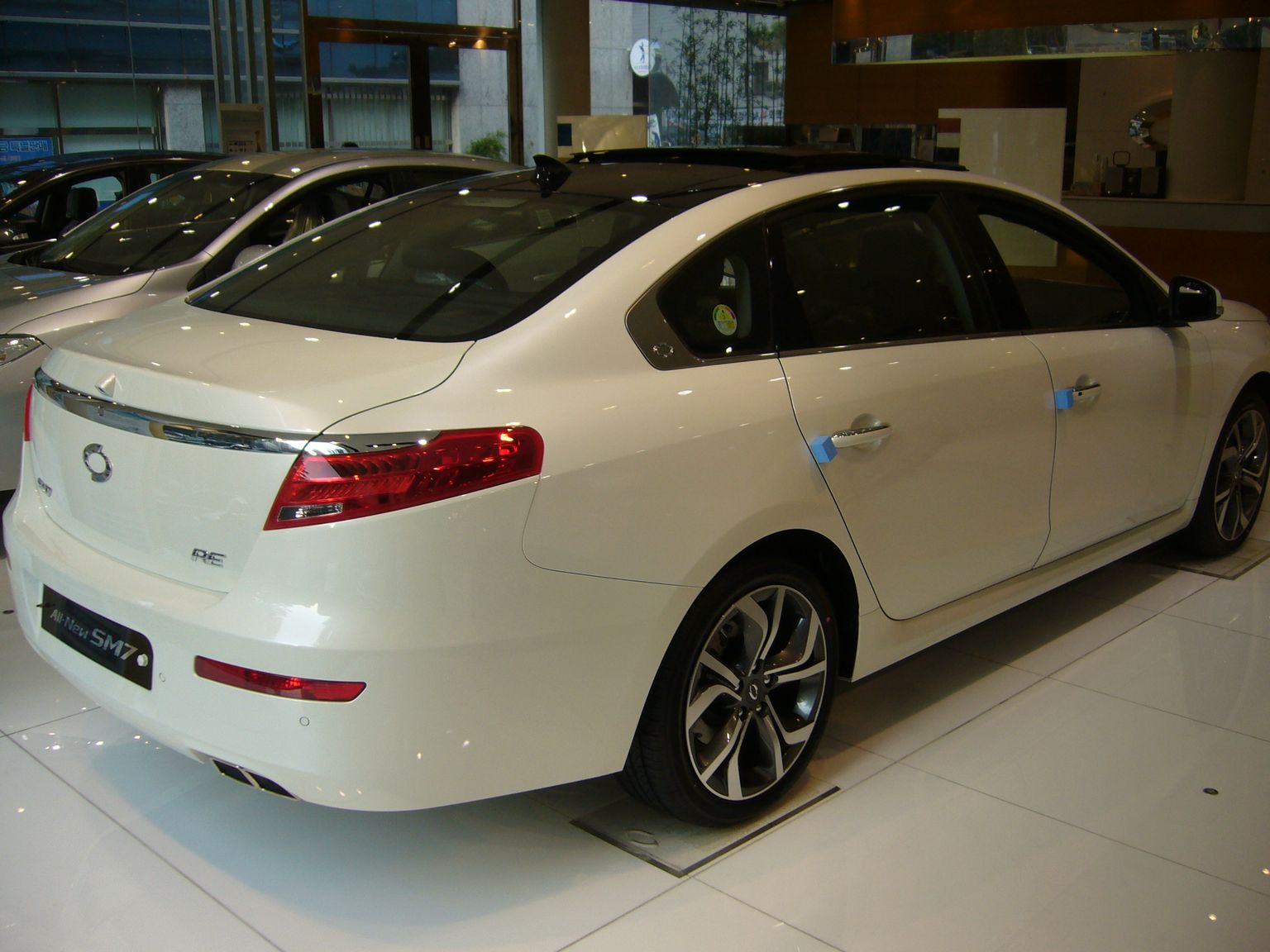
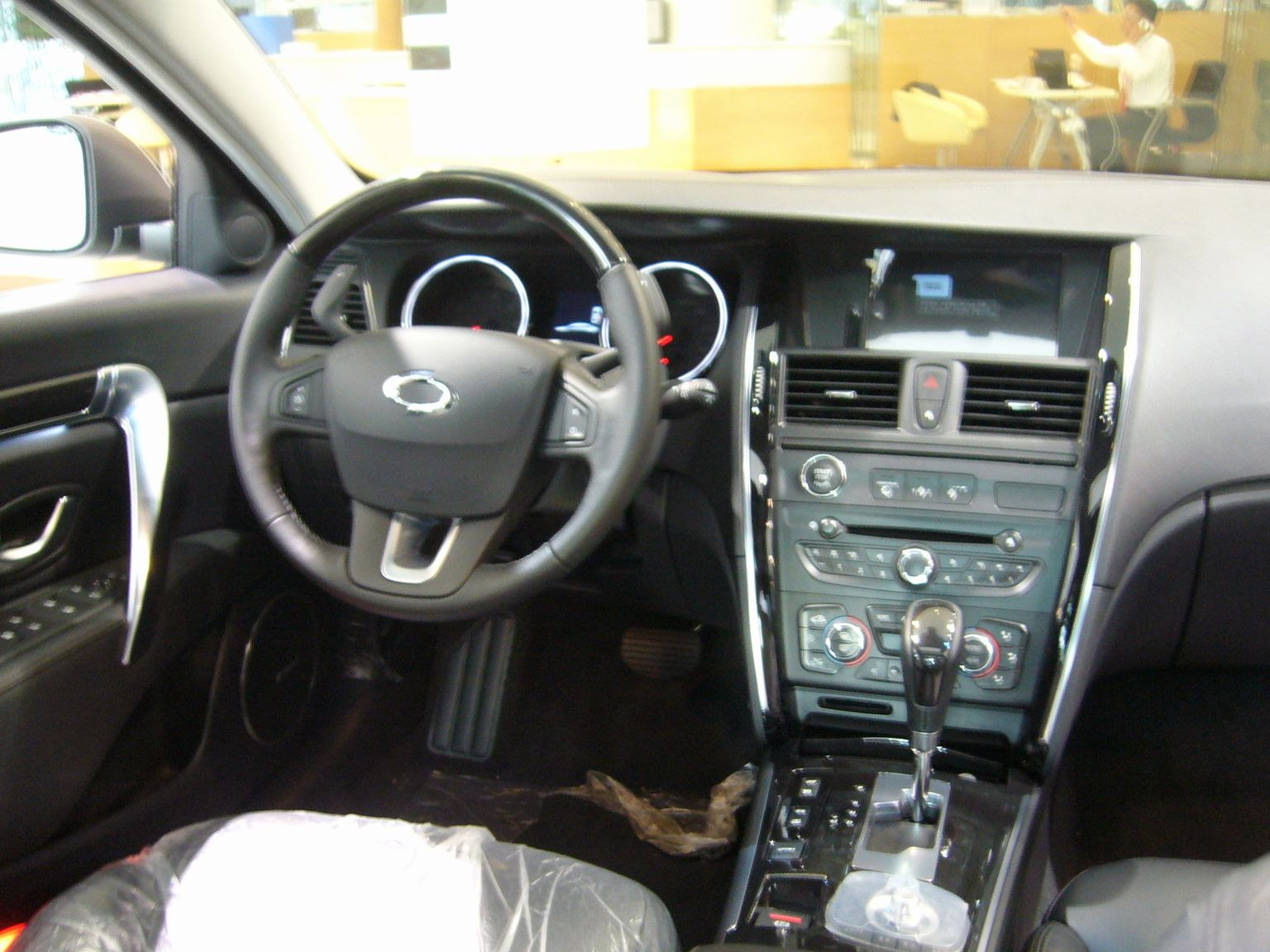
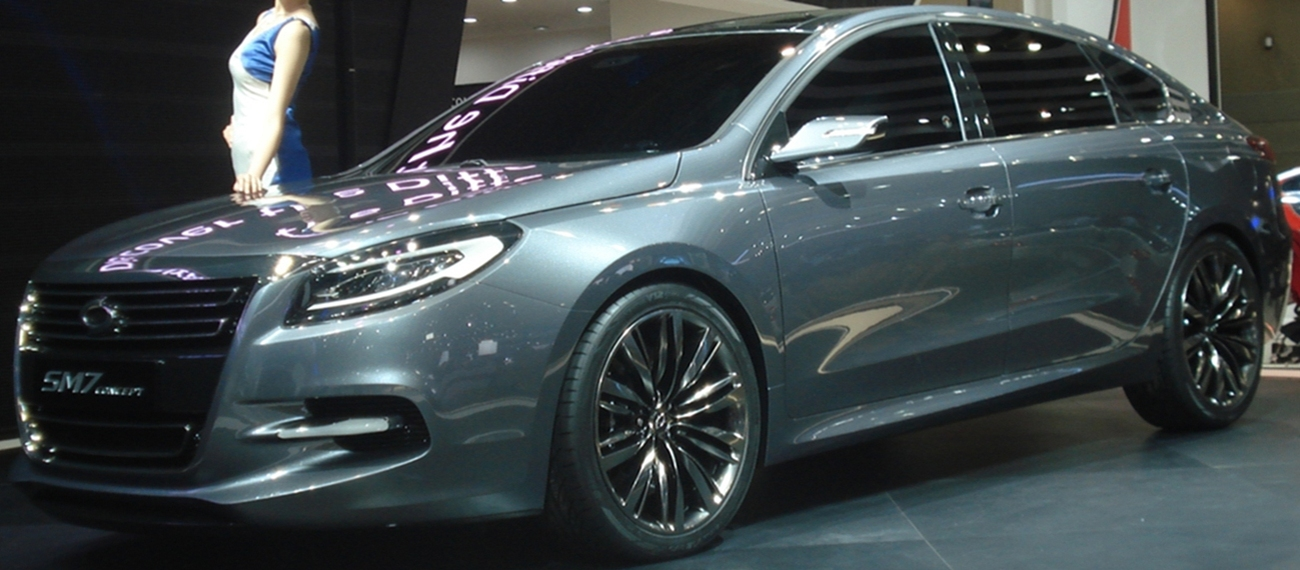
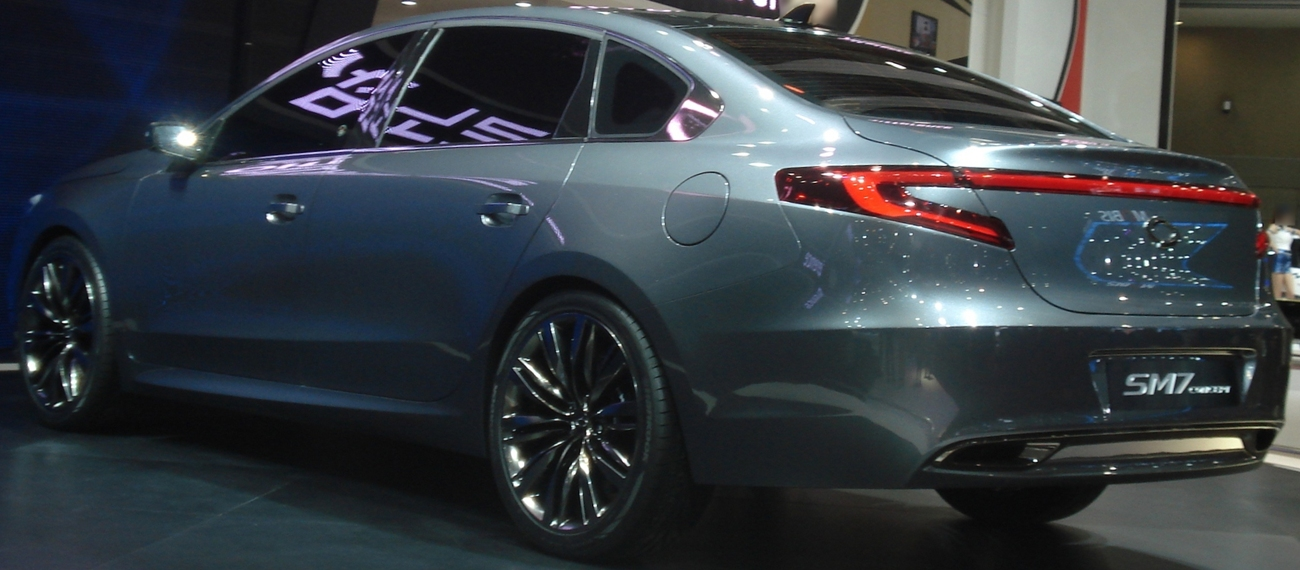
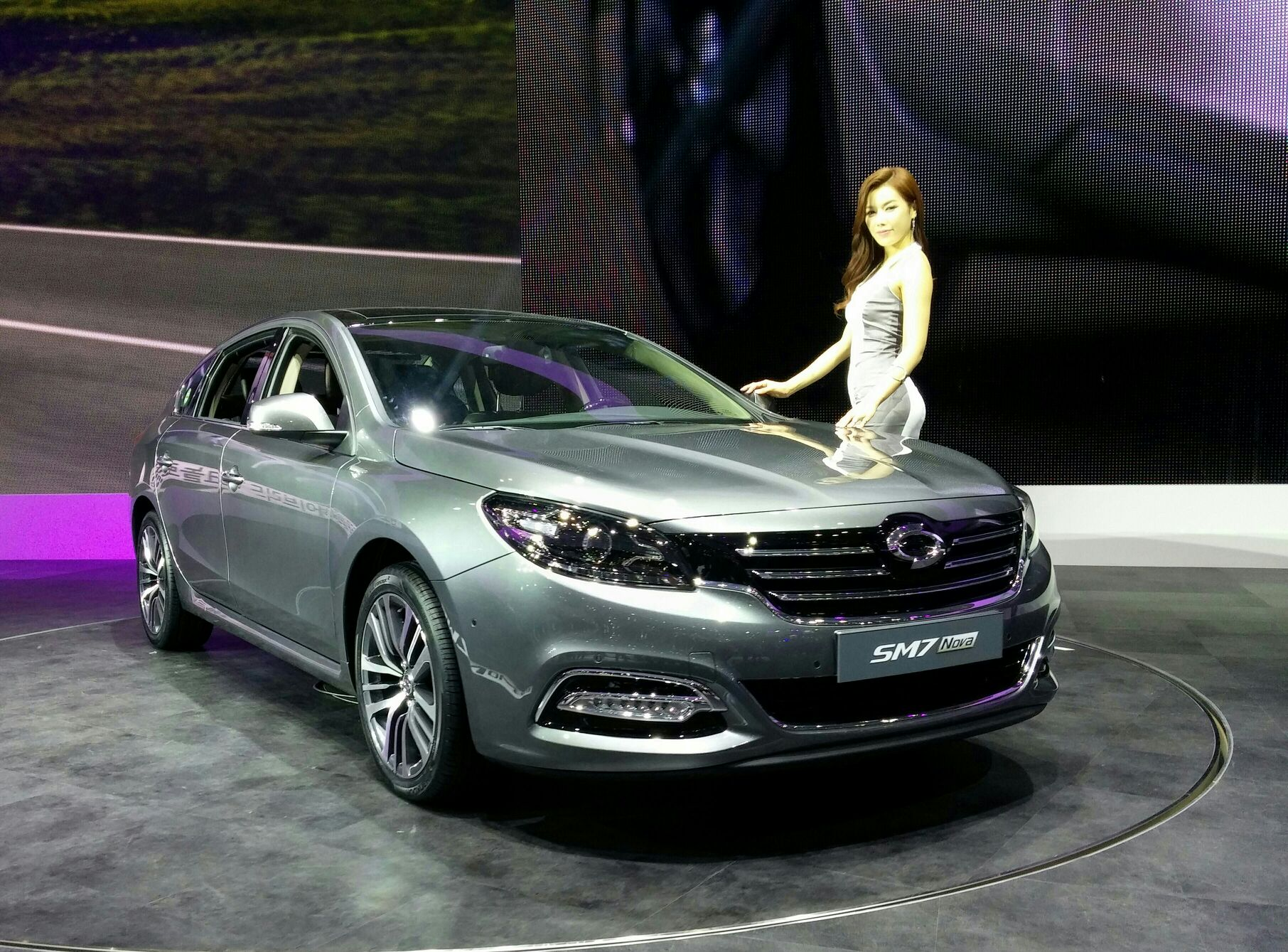
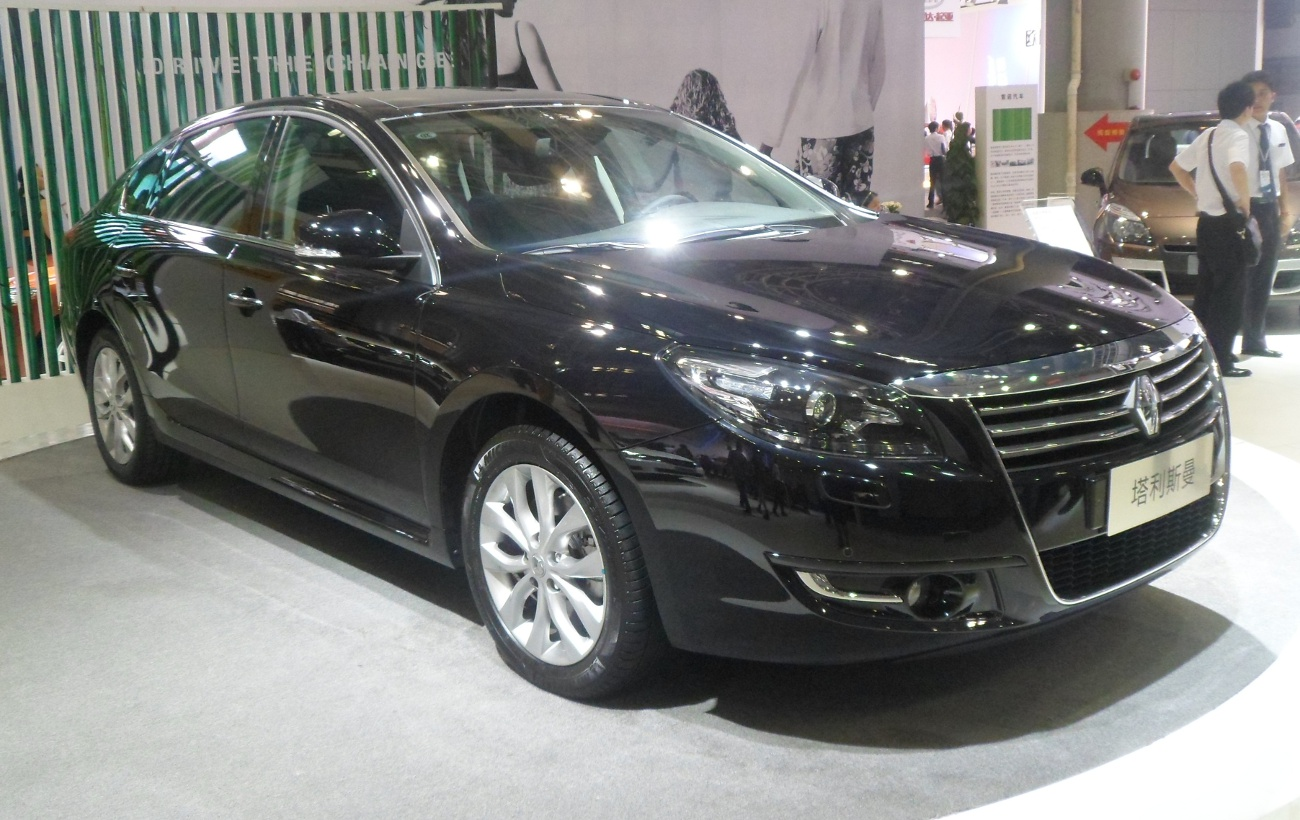
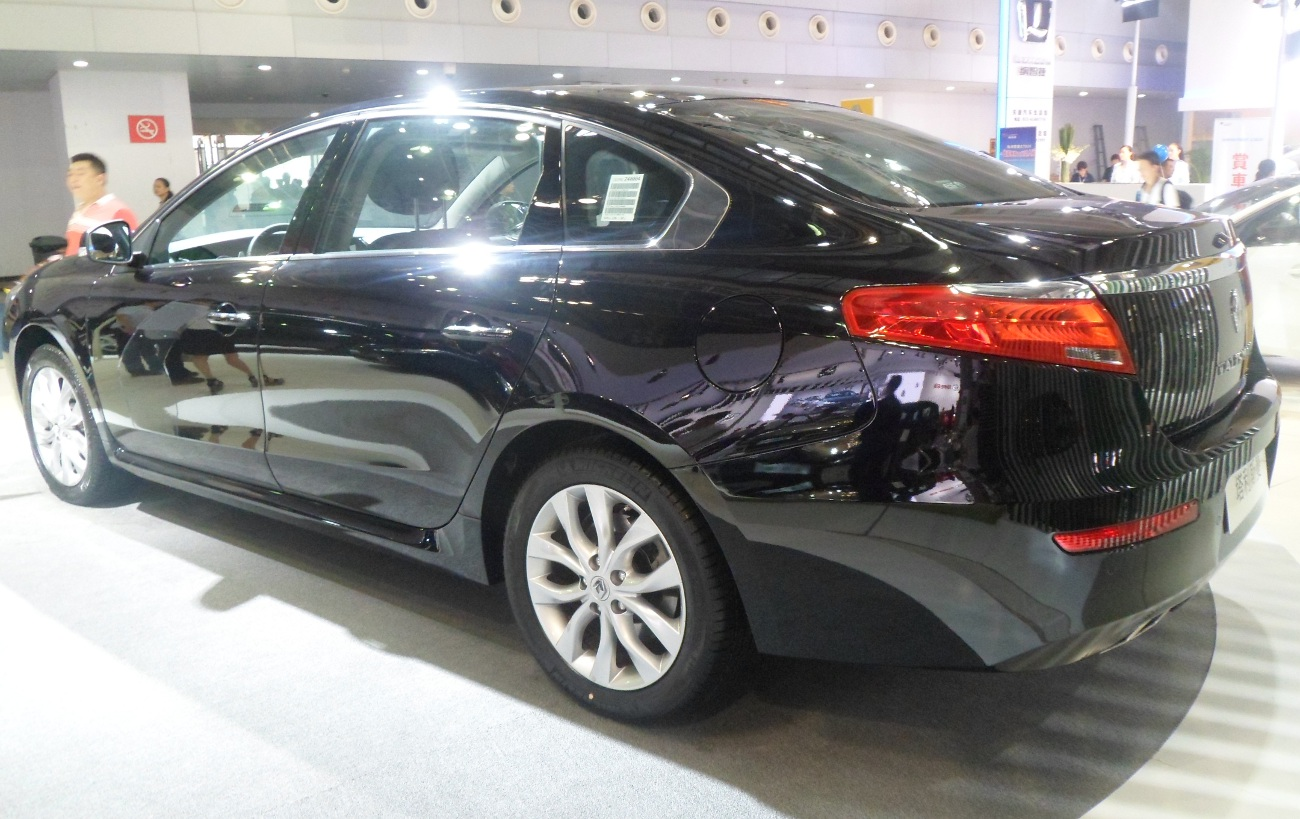
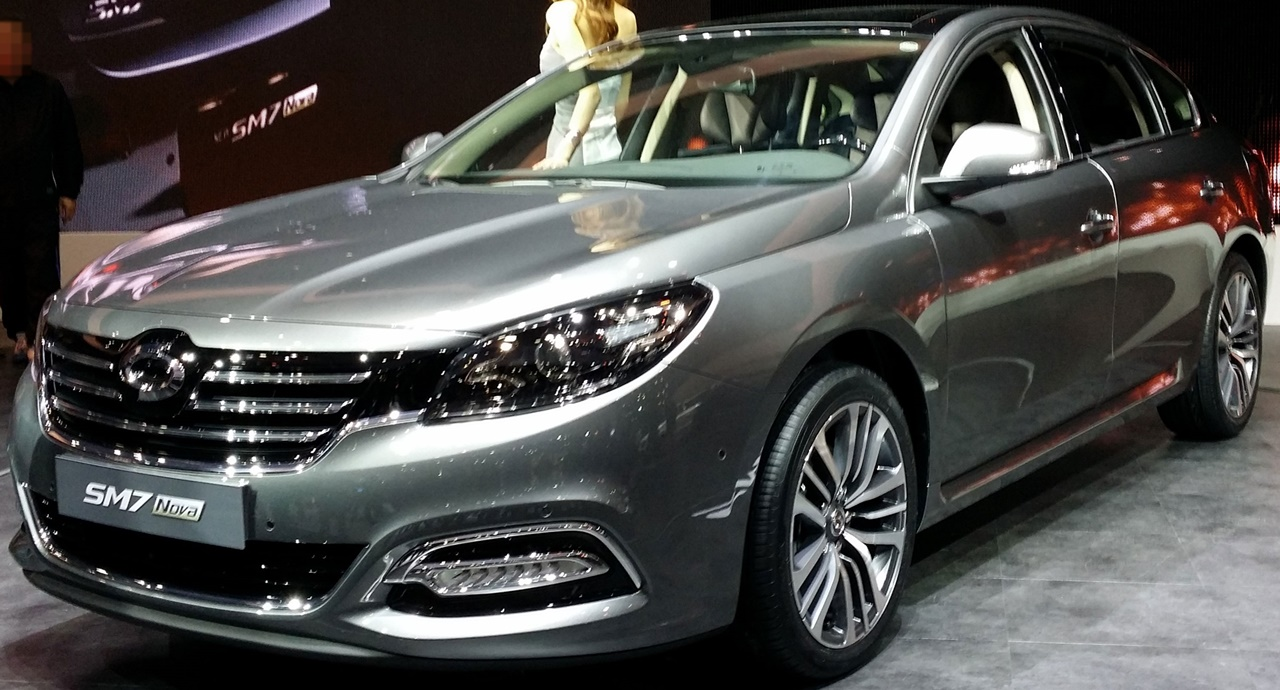
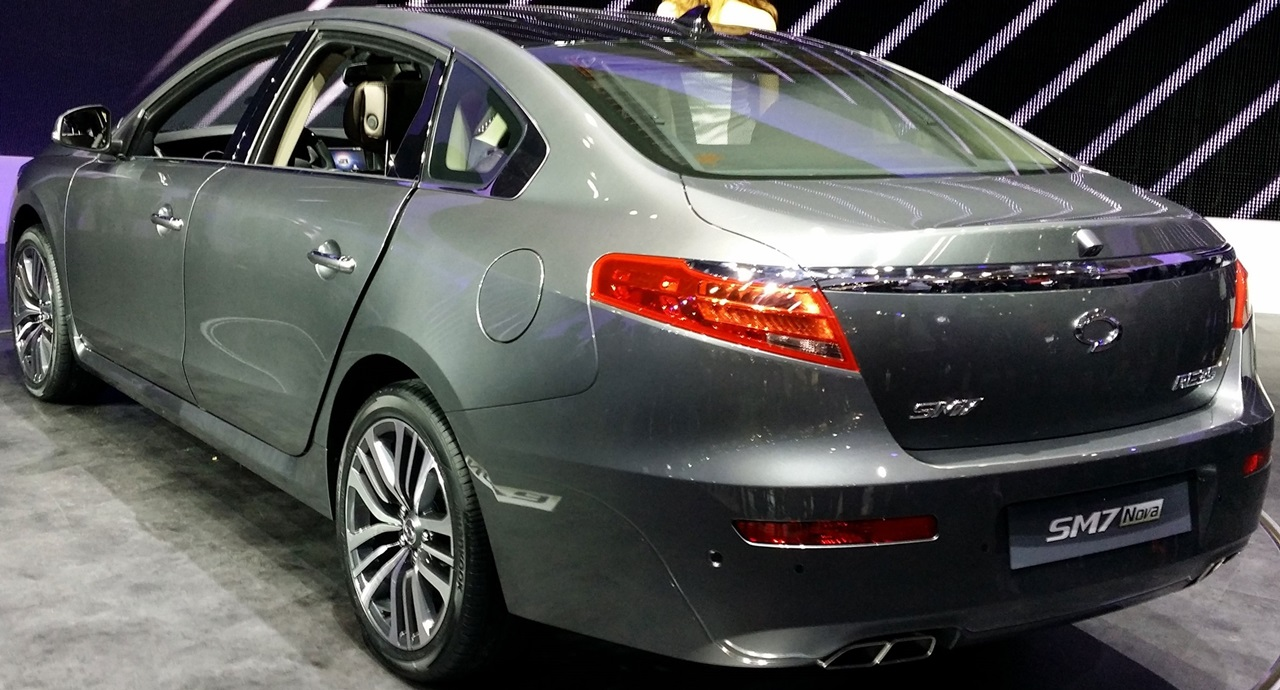
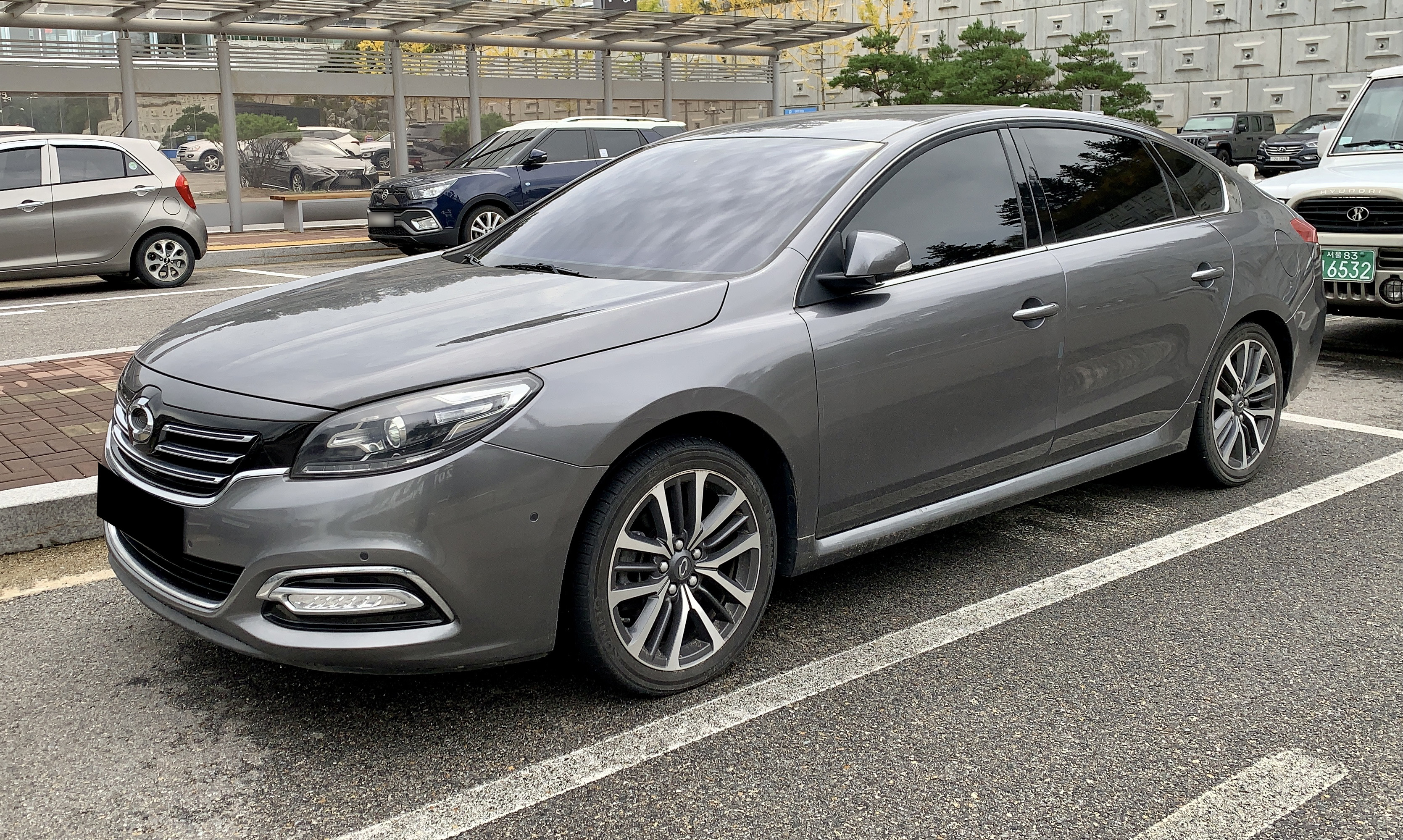